# Néronde-sur-Dore
Néronde-sur-Dore (Neironda en occitan) est une commune française, située dans le département du Puy-de-Dôme en région Auvergne-Rhône-Alpes.

## Géographie

### Localisation

#### Lieux-dits et écarts
| Peschadoires |                  | Escoutoux |
|              | Néronde-sur-Dore |           |
| Bort-l'Étang | Sermentizon      | Courpière |

### Voies de communication et transports

#### Voies routières
Néronde-sur-Dore est traversée par la route départementale 906 (axe Le Puy-en-Velay – Thiers – Vichy). Il existe d'autres routes départementales traversant la commune : les RD 44 et 308 vers Sermentizon.

#### Transport en commun
Deux lignes d'autocars TER Auvergne-Rhône-Alpes desservent la commune :
| Ligne | Tracé |
| ----- | --- |
| 19    | Vichy ↔ Thiers ↔ Néronde-sur-Dore ↔ Ambert – Correspondance à Vichy pour Paris ou Lyon                      |
| 82    | Clermont-Ferrand ↔ Thiers ↔ Néronde-sur-Dore ↔ Ambert – Correspondance à Pont-de-Dore pour Clermont-Ferrand |

Elle est également desservie par la ligne P02 du réseau Cars Région Puy-de-Dôme, reliant Arlanc et Ambert à la gare routière de Clermont-Ferrand.

### Climat
Pour des articles plus généraux, voir Climat d'Auvergne-Rhône-Alpes et Climat du Puy-de-Dôme.
En 2010, le climat de la commune est de type climat océanique dégradé des plaines du Centre et du Nord, selon une étude du Centre national de la recherche scientifique s'appuyant sur une série de données couvrant la période 1971-2000. En 2020, Météo-France publie une typologie des climats de la France métropolitaine dans laquelle la commune est exposée à un climat de montagne ou de marges de montagne et est dans la région climatique  Nord-est du Massif Central, caractérisée par une pluviométrie annuelle de 800 à 1 200 mm, bien répartie dans l’année. 
Pour la période 1971-2000, la température annuelle moyenne est de 11,4 °C, avec une amplitude thermique annuelle de 16,7 °C. Le cumul annuel moyen de précipitations est de 826 mm, avec 9,9 jours de précipitations en janvier et 7,7 jours en juillet. Pour la période 1991-2020, la température moyenne annuelle observée sur la station météorologique de Météo-France la plus proche, « Courpière », sur la commune de Courpière à 5 km à vol d'oiseau, est de 11,8 °C et le cumul annuel moyen de précipitations est de 876,9 mm,. Pour l'avenir, les paramètres climatiques de la commune estimés pour 2050 selon différents scénarios d'émission de gaz à effet de serre sont consultables sur un site dédié publié par Météo-France en novembre 2022.

## Urbanisme

### Typologie
Au 1er janvier 2024, Néronde-sur-Dore est catégorisée commune rurale à habitat dispersé, selon la nouvelle grille communale de densité à sept niveaux définie par l'Insee en 2022.
Elle est située hors unité urbaine. Par ailleurs la commune fait partie de l'aire d'attraction de Thiers, dont elle est une commune de la couronne,. Cette aire, qui regroupe 19 communes, est catégorisée dans les aires de moins de 50 000 habitants,.

### Occupation des sols
L'occupation des sols de la commune, telle qu'elle ressort de la base de données européenne d’occupation biophysique des sols Corine Land Cover (CLC), est marquée par l'importance des territoires agricoles (67,7 % en 2018), en diminution par rapport à 1990 (69,3 %). La répartition détaillée en 2018 est la suivante : 
prairies (52,8 %), forêts (28,5 %), zones agricoles hétérogènes (14,8 %), zones urbanisées (3,7 %), terres arables (0,1 %). L'évolution de l’occupation des sols de la commune et de ses infrastructures peut être observée sur les différentes représentations cartographiques du territoire : la carte de Cassini (XVIIIe siècle), la carte d'état-major (1820-1866) et les cartes ou photos aériennes de l'IGN pour la période actuelle (1950 à aujourd'hui).

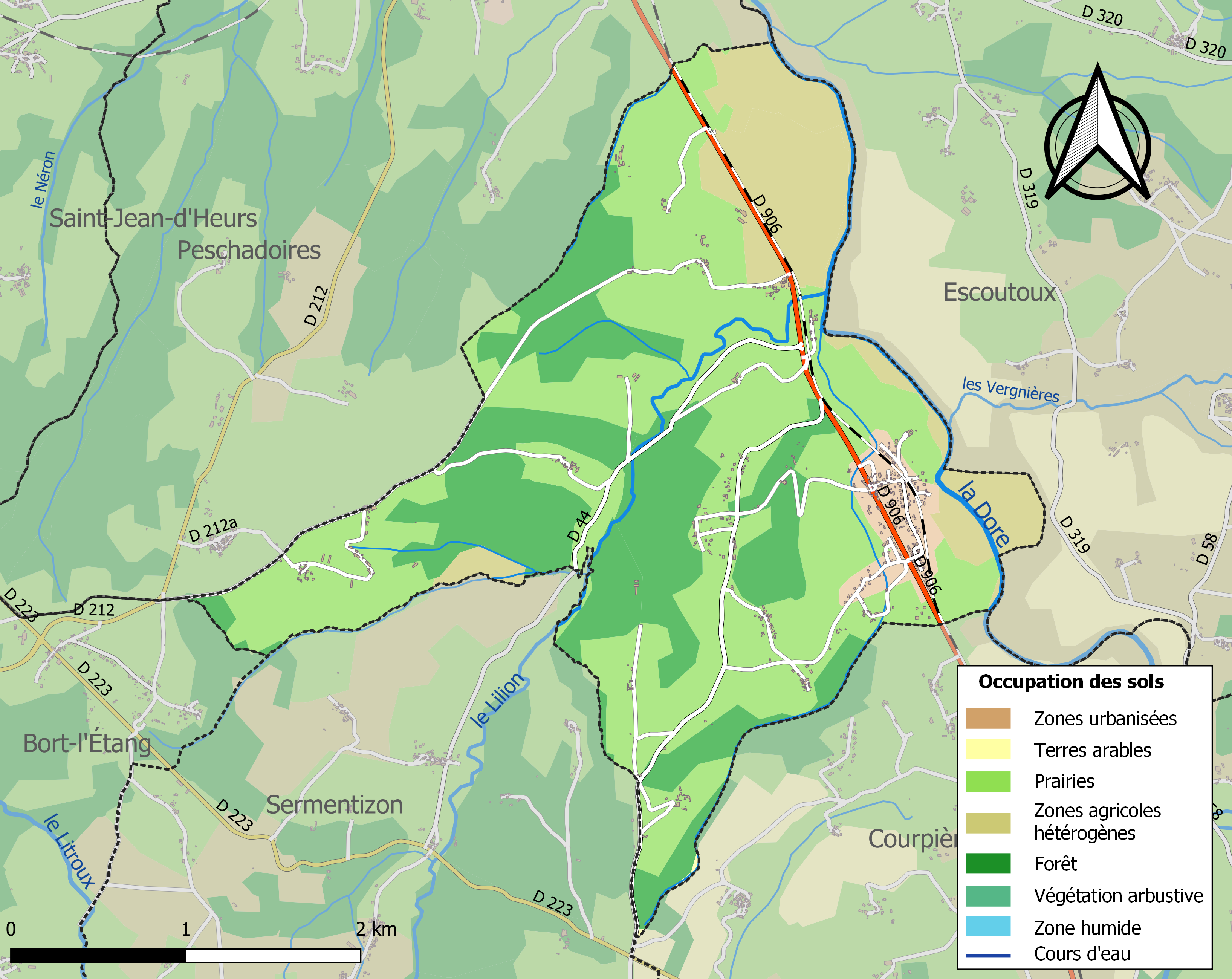
Carte des infrastructures et de l'occupation des sols de la commune en 2018 (CLC).

## Toponymie
L'orthographe actuelle a été adoptée à une date inconnue, supposée entre 1882 et 1943. Auparavant, la commune était appelée Neyronde (prononciation en rapport toujours employée dans le langage courant).

## Histoire
Le bourg s'est développé essentiellement autour de l'église du village, et le long de l'ancienne route nationale 106 devenue D 906. La forme allongée du village vue du ciel est du a un étirement urbain le long de la route nationale.

## Politique et administration

### Découpage territorial
La commune de Néronde-sur-Dore est membre de la communauté de communes Thiers Dore et Montagne, un établissement public de coopération intercommunale (EPCI) à fiscalité propre créé le 1er janvier 2017 dont le siège est à Thiers. Ce dernier est par ailleurs membre d'autres groupements intercommunaux. Jusqu'en 2016, elle faisait partie de la communauté de communes du pays de Courpière.
Sur le plan administratif, elle est rattachée à l'arrondissement de Thiers, à la circonscription administrative de l'État du Puy-de-Dôme et à la région Auvergne-Rhône-Alpes. Jusqu'en mars 2015, elle faisait partie du canton de Lezoux.
Sur le plan électoral, elle dépend du canton des Monts du Livradois pour l'élection des conseillers départementaux, depuis le redécoupage cantonal de 2014 entré en vigueur en 2015, et de la cinquième circonscription du Puy-de-Dôme pour les élections législatives, depuis le dernier découpage électoral de 2010.

### Élections municipales et communautaires

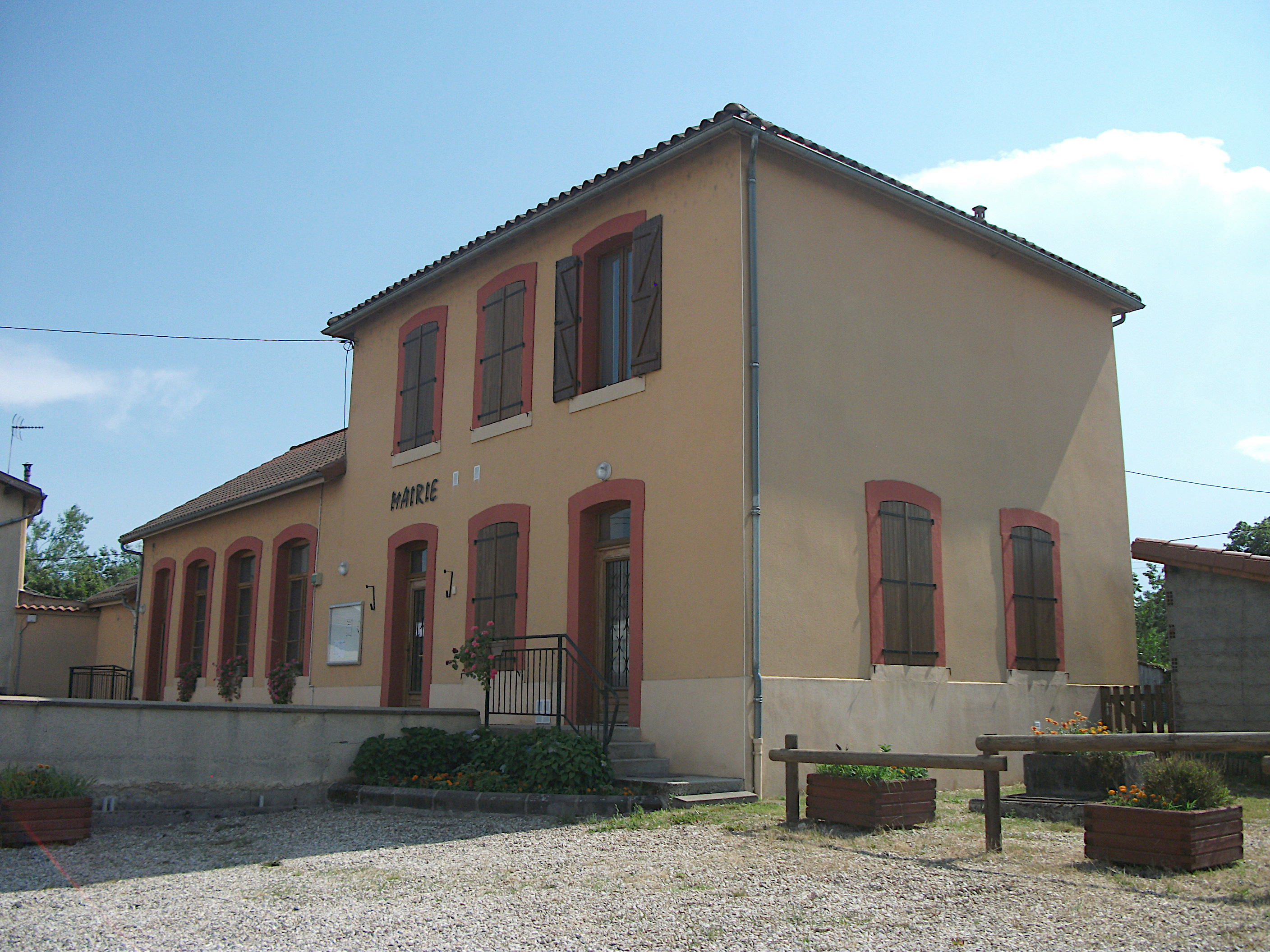
La mairie.

#### Élections de 2020
Le conseil municipal de Néronde-sur-Dore, commune de moins de 1 000 habitants, est élu au scrutin majoritaire plurinominal à deux tours avec candidatures isolées ou groupées et possibilité de panachage. Compte tenu de la population communale, le nombre de sièges à pourvoir lors des élections municipales de 2020 est de 15. La totalité des quinze candidats en lice est élue dès le premier tour, le 15 mars 2020, avec un taux de participation de 47,57 %.

#### Chronologie des maires
| Période                                  | Période                    | Identité      | Étiquette | Qualité  |
| ---------------------------------------- | -------------------------- | ------------- | --------- | -------- |
| Les données manquantes sont à compléter. |                            |               |           |          |
| mars 2001                                | En cours (au 27 août 2020) | Michel Gonin, |           | Retraité |

## Population et société

### Démographie
L'évolution du nombre d'habitants est connue à travers les recensements de la population effectués dans la commune depuis 1793. Pour les communes de moins de 10 000 habitants, une enquête de recensement portant sur toute la population est réalisée tous les cinq ans, les populations de référence des années intermédiaires étant quant à elles estimées par interpolation ou extrapolation. Pour la commune, le premier recensement exhaustif entrant dans le cadre du nouveau dispositif a été réalisé en 2006.

En 2022, la commune comptait 485 habitants, en évolution de −3,96 % par rapport à 2016 (Puy-de-Dôme : +2,1 %, France hors Mayotte : +2,11 %).
| 1793 | 1800 | 1806 | 1821 | 1831 | 1836 | 1841 | 1846 | 1851 |
| ---- | ---- | ---- | ---- | ---- | ---- | ---- | ---- | ---- |
| 447  | 473  | 516  | 578  | 500  | 517  | 523  | 515  | 538  |

| 1856 | 1861 | 1866 | 1872 | 1876 | 1881 | 1886 | 1891 | 1896 |
| ---- | ---- | ---- | ---- | ---- | ---- | ---- | ---- | ---- |
| 530  | 497  | 527  | 515  | 524  | 489  | 488  | 470  | 475  |

| 1901 | 1906 | 1911 | 1921 | 1926 | 1931 | 1936 | 1946 | 1954 |
| ---- | ---- | ---- | ---- | ---- | ---- | ---- | ---- | ---- |
| 415  | 415  | 380  | 335  | 317  | 294  | 277  | 237  | 251  |

| 1962 | 1968 | 1975 | 1982 | 1990 | 1999 | 2006 | 2011 | 2016 |
| ---- | ---- | ---- | ---- | ---- | ---- | ---- | ---- | ---- |
| 224  | 239  | 275  | 336  | 422  | 475  | 457  | 444  | 505  |

| 2021 | 2022 | - | - | - | - | - | - | - |
| ---- | ---- | - | - | - | - | - | - | - |
| 498  | 485  | - | - | - | - | - | - | - |

## Culture locale et patrimoine

### Lieux et monuments
- Église Saint-Bonnet de Néronde-sur-Dore

### Patrimoine naturel
- La commune de Néronde-sur-Dore est adhérente du parc naturel régional Livradois-Forez.